# بردة الصريمية
بردة الصرمية عابدة بصرية ضرب المثل بزهدها وعبادتها. كانت تقوم الليل، فإذا سكنت الحركات، وهدأت العيون، نادت بصوت لها حزين: هدأت العيون وغارت النجوم، وخلا كل حبيب بحبيبه، وقد خلوت بك يا محبوبي، أفتراك تعذبني وحبك فـي قلبي؟ لا تفعل يا حبيباه.
كانت إذا سمعت القرآن الكريم صرخت وبكت وذكر أنها كانت تكثر البكاء حتى فسد بصرها.
فقيل لها: اتق الله، أما تخـافين على بصرك أن يذهب؟ قالت: دعوني أبكـي، فإن أكن من أهل النار، فأبعدني الله وأبعد بصري، وإن أكن من أهل الجنة، فسيبدلني الله عينين خيرا من عيني.